# James Frame
 (décembre 2019).
Pour les articles homonymes, voir Frame.
James Frame (4 septembre 1803, - 10 octobre 1876) est un auteur écossais du XIXe siècle. Il publia un livre The Philosophy of Insanity (1860), dans lequel il témoigne de son expérience à l'asile de Gartnavel à Glasgow en Écosse, et où il évoque les traitements psychiatriques de son époque. 

## Biographie
Les parents de James Frame, James Frame (son père) et Margaret McKie se marièrent en novembre 1797, et eurent six enfants, Margaret, Janet, James, Elizabeth, John et Robert. Son père était un menuisier, fabricant de bureaux, vivant dans l'un des quartiers les plus pauvres de Glasgow, et que son fils dépeint comme un homme éduqué et pieux.
James Frame se maria en décembre 1827 avec Mary Abercrombie, il exerçait alors la fonction de scieur de bois,. De leur union naissent trois enfants : un petit James Frame , Margaret Frame et Jane Frame.  
Mis à part dans ces quelques documents officiels, Mary Abercrombie n'est retrouvée nulle part dans les archives et semble disparaître de la vie de Frame. Néanmoins, James Frame se marie à nouveau en 1839 et épouse Elizabeth Fraser,. Il suit les traces de son père puisqu'il est précisé sur le ban de mariage que sa profession est menuisier. James et Elizabeth purent être retrouvés dans le recensement de 1841. Ils sont alors âgés respectivement de 35 et 25 ans. Les noms de leurs enfants Margaret, Robert et Agnes sont aussi inscrits au recensement.  
James Frame est admis à l'asile Royal de Gartnavel pour la première fois en 1843, car il traverse un épisode mélancolique. Il est hospitalisé à la fin du mois de juin 1843, et il restera à l'asile jusqu'à la fin du mois de novembre 1843. 
Il raconte, dans La Philosophie de la Folie, qu'après déjà des semaines de souffrances il est soudainement saisi par la pulsion de tuer sa femme. Afin de résister à cette pulsion il décide de courir jusqu'au commissariat de police pour s'y faire enfermer. La santé préoccupante de l'un de ses enfants semble aussi avoir déclenché cet épisode. Il entend la voix de son fils dans ses hallucinations, qui lui crie avoir faim. Ne pas pouvoir s'occuper de son fils augmente son sentiment de culpabilité. À partir de là son délire progresse, et il devient de plus en plus paranoïaque, jusqu'à croire que l'asile est un « baraquement pour bantiti », que son enfant et lui-même sont les victimes d'un complot, et que son fils est en fait gardé et gavé dans l'asile. À cette période, Frame souffre aussi d'hallucinations concernant un esprit qui aurait « élu domicile dans son estomac », et c'est ce même esprit qui lui inspire un délire d'immortalité.  
En 1851, James Frame alors âgé de 48 ans vit toujours avec Elizabeth, âgée de 36 ans et que l'on retrouve sous le surnom de "Betsy" dans le recensement. Ils vivent à Glasgow avec leurs six enfants : Margaret, Robert, Alexander, Betsy ou Elizabeth, Agnes, et Jessie. 
La même année, en 1851, James Frame publie son livre : Essay on the advantages of savings banks to the working classes, by one of themselves,. Il est brièvement employé en tant que gardien d'un magasin de ferraille entre 1850 et 1851, comme cela est indiqué sur le livre, mais il est recensé comme étant un commercial dans le domaine du charbon en 1851,.  
Treize années après son premier internement à Gartnavel, James Frame y retourne. Il y est interné du mois de juin 1856 au mois de septembre 1856,. Il explique ce nouvel épisode par « une mauvaise santé, de l'angoisse à propos de sa famille, et la mort d'un enfant »,. Bien qu'il ait pu sortir seul de Gartnavel pour rendre visite à sa famille, il explique dans son livre qu'il ne se sentait pas encore prêt à passer une nuit hors de l'asile. Les notes du médecin qui s'occupait de James Frame à l'époque démontrent effectivement que celui-ci ne souhaitait pas partir de l'asile avant que sa santé mentale et physique ne se soient suffisamment améliorées,.  
C'est pour raconter anonymement son expérience de la folie qu'il écrit, en 1860, The Philosophy of Insanity: by a late inmate of the Glasgow Royal Asylum for Lunatics at Gartnavel. Son livre paraît à l'époque chez trois éditeurs : à Édimbourg chez Maclachlan & Stewart, à Londres chez Houlston & Wright et à Glasgow chez William Love. 
James Frame et sa famille n'ont pas encore été retrouvés dans le recensement de l'année 1861, mais ils réapparaissent dans celui de 1871.[réf. nécessaire] Frame est alors âgé de 66 ans et travaille comme agent immobilier. Sa femme Elizabeth a 57 ans. S'ensuivent les noms, âges et professions de leurs enfants sur le recensement : Georges (14 ans) qui travaillait en tant que vendeur ; Elizabeth (28 ans) ; Jessie (21 ans), Matilda (12 ans), et sa petite fille Elizabeth (2 ans). Elizabeth et Jessie travaillaient sur des machines à coudre . À ce jour, seuls les certificats de naissance de Georges et Matilda furent retrouvés.    
Sa femme, Elizabeth Frame décède peu de temps après ce dernier recensement à l'âge de 60 ans, en février 1875, d'un anévrisme de l'aorte thoracique. Georges, leur fils, décède un an et demi plus tard, en septembre 1876.[réf. nécessaire]
James Frame décède un mois après son fils, le 10 octobre 1876, d'une asphyxie soudaine.

## Publications
- (en) Essay on the advantages of savings banks to the working-classes, by one of themselves, Neill and Company, Édimbourg, 1851 (lire en ligne)[2]
- Philosophie de la folie, 1860 : réflexion biographique d'un mélancolique sur la folie et son traitement moral  (trad. de l'anglais), Paris, Epel, coll. « Essais Epel », 2018, 176 p. (ISBN 978-2-35427-190-9)
- (en) A voice from Gartnavel asylum, James Alison, 1865.